# ラジネットひょうご
ラジネットひょうごは、兵庫県にあるコミュニティFMラジオ放送10局とラジオ関西が実施する共同製作プロジェクトの名称である。
放送開始は1998年で、阪神・淡路大震災（兵庫県南部地震）の被災から復興を目指そうとしている県内各地の情報をコミュニティFM放送局（当時は7局）と地元初の民間ラジオ放送であるラジオ関西が連携してそれぞれの地域に関連したニュース・話題を交換し、広く県民の皆さんに知ってもらおうという趣旨でスタートした。2025年現在、参加10局が毎週1回各15分ずつの時間を割り当てて同じ内容の番組を時差ネットワークで放送している。

## 参加放送局一覧

### 中波
- ラジオ関西（神戸市中央区）

### コミュニティFM
番組冒頭の紹介順(2025年1月現在)に記載。
- エフエム三木（三木市）
- エフエムいたみ（伊丹市）
- エフエムムーヴ（神戸市中央区）
- さくらFM（西宮市）
- FMジャングル（豊岡市）
- FM GENKI（姫路市）
- エフエム宝塚（宝塚市）
- BAN-BANラジオ（加古川市）
- みんなのあま咲き放送局（尼崎市）-　2023年10月2日開局。

## 過去参加していた放送局一覧

### コミュニティFM
- エフエムわいわい（神戸市長田区）- 2016年3月31日閉局のため。翌4月1日よりインターネットラジオに完全移行。
- FM aiai（尼崎市）- 2023年3月31日閉局のため。前述のみんなのあま咲き放送局が後継局となり、ラジネットひょうごにも加盟(但し、開局まで半年ほど準備期間あり)。

## 参加していない放送局一覧

### 超短波
- Kiss-FM KOBE（神戸市中央区）

### コミュニティFM
- エフエムさんだ（三田市） - 2024年3月31日コミュニティFM局しては閉局、翌4月1日よりインターネットラジオに完全移行。
- たんばコミュニティネットワーク（丹波市）